# Visicalc
Visicalc (formellt VisiCalc, förkortning av "visual calculator": visuell miniräknare), var det första kalkylbladsprogrammet för persondatorer, utgivet till Apple II år 1979. Visicalc var ett genombrottsprogram som i början av 1980-talet förvandlade mikrodatorn från en leksak för datorentusiaster till ett viktigt verktyg för företag.

## Bakgrund
År 1979 användes främst linjerat kolumnpapper och miniräknare för planering och budgetering inom företag. Endast världsledande företag hade råd att använda datorer för finansiell planering, via program som FINPLAN, SIMPLAN och PLAN. Dessa program byggde på programmeringskoncept såsom namngivna variabler, fält med uträkningar och kommandon för att skapa rapporter för utskrift eller skärmvisning. Visicalc kom att förena uträkningar och resultat på ett användarvänligare sätt, vilket åstadkoms genom att dela in skärmen i celler, där både uträkningar och resultat hanterades. Enligt Jack B. Rochester och John Gantz kom Visicalc att bli: "Det första programmet som en oerfaren datoranvändare kunde använda ordentligt".
Dan Bricklin läste Företagsekonomi på Harvard Business School när han tillsammans med Bob Frankston grundade företaget Software Arts Inc. i syfte att utveckla Visicalc. Bricklin lär ha fått idén till programmet när han såg sin lärare rita upp en finansmodell på svarta tavlan. När läraren hittade ett fel eller ville ändra en parameter, var han tvungen att sudda ut och skriva om en rad siffervärden. Bricklin insåg då att han skulle kunna återskapa processen i en dator genom att använda ett elektroniskt kalkylblad för att se resultatet av underliggande beräkningsformler.

## Utveckling och lansering

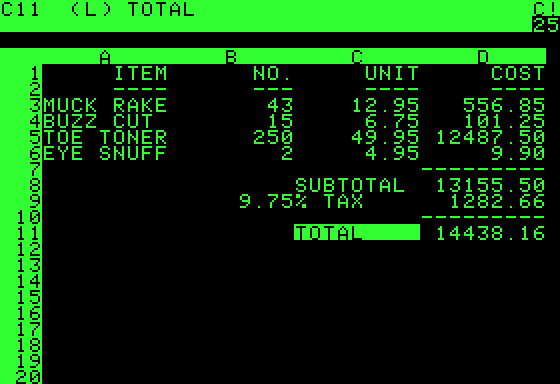
Ett litet kalkylblad i Visicalc.

Programmeringen av Visicalc gjordes av Frankston med start i november 1978. Första versionen distribuerades i oktober 1979 av Dan Fylstras företag Personal Software Inc. (senare omdöpt till VisiCorp) för datormodellen Apple II 1979. Programmet blev en stor succé och kom att öka försäljningen av Apple II-datorer. Detta var troligen huvudskälet till att IBM då kastade sig in på persondatormarknaden.[källa behövs]
Senare lanserades Visicalc även för 8-bitarsdatorer såsom Atari och Commodore PET (båda byggda runt på samma processor som Apple II: MOS Technology 6502), samt för IBM PC.

## Betydelse
Enligt Jack B. Rochester och John Gantz var Visicalc "Det är antagligen det mest inflytelserika programmet sedan Fortran" Programmet blev svansen som viftade med hunden.

## Efterföljarna
Trots att programmet var så revolutionerande fick Bricklin höra att han inte kunde patentera det och han missade därmed möjligheten att göra sig en avsevärd förtjänst på uppfinningen. På den tiden kunde mjukvara inte skyddas av den amerikanska patentlagen, eftersom det betraktades som matematiska beräkningar, så programmet kunde bara upphovsrättsskyddas. Eftersom upphovsrätt handlar om form snarare än idé kunde konkurrenter kopiera idén och behövde bara presentera resultatet med en annan layout för kringgå upphovsrätten.
1980 lanserades den förbättrade kopian SuperCalc och den följdes snart av Microsofts MultiPlan 1982, Lotus 1-2-3 1983 och kalkylbladsmodulen i ClarisWorks 1984. Med Microsoft Excel (lanserad för Apple Macintosh 1985 och för Windows 2.0 1987) kom sedan en ny generation av kalkylbladsprogram.

## Fotnoter
1. ↑  Citat på originalspråk: "The first program an inexperienced computer user could really operate"
2. ↑  Citat på originalspråk: "the software tail that wags (and sells) the personal computer dog"